# 費多里夫卡 (茲米伊夫市鎮)
49°43′59″N 36°2′36″E / 49.73306°N 36.04333°E
費多里夫卡（烏克蘭語：Федорівка）是位於烏克蘭東部的村莊，由哈爾科夫州丘胡伊夫区的茲米伊夫市鎮負責管轄。該村始建於1649年，面積0.39平方公里，海拔高度154米，2001年人口224，人口密度每平方公里560人。